# Вервен, Жак I де Куси
Жак I де Куси (фр. Jacques I de Coucy; ок. 1496 — 5 июня или 1 июля 1549), сеньор де Вервен — французский военный деятель, участник Итальянских войн.

## Биография
Сын Рауля III де Куси, сеньора де Вервен, и Элен де Ла-Шапель.
Сеньор де Шемери, де Фонтен, де Ландузи, и прочее.
Воспитывался вместе с Шарлем де Бурбоном, герцогом де Вандомом. Стал его камергером, участвовал вместе с ним в первом итальянском походе Франциска I и битве при Мариньяно. Сражался в битве при Павии.
Занимал должности губернатора графства Марль, капитана ста шеволежеров и тысячи пехотинцев Пикардийского легиона, был великим хлебодаром короля, лейтенантом для поручений при маршале дю Бьесе, на дочери которого был женат.
Осенью 1543 года был направлен командовать в осажденный Ландреси, на смену Эсташу де Лаланду. В следующем году руководил обороной Булони, которую сдал англичанам после двухмесячного сопротивления.
Придя к власти, Генрих II отдал под суд нескольких офицеров и чиновников, которых обвинял в падении Булони. Наиболее тяжкие обвинения — в государственной измене и оскорблении величества — были предъявлены маршалу дю Бьесу и сеньору де Вервену. Процесс проходил в 1548—1549 годах, на нем было заслушано много свидетелей. Председателем жюри был Раймон Фюме, а одним из судей Мишель де л’Опиталь.
Нашлись свидетели, утверждавшие, что Вервен получил от англичан и фламандцев взятку в 1 800 двойных дукатов. Он был приговорен к смертной казни, и обезглавлен 5 июня или 1 июля 1549, а тело четвертовано. Его владения были отобраны в казну. По утверждению Обера де Ла-Шене дю Буа, обвинение основывалось на показаниях трех лиц, которые позднее были уличены в лжесвидетельстве по другим делам, и повешены: один в Сен-Жермен-ан-Ле, другой в Париже, третий в Абвиле.
Сын Вервена долгое время добивался реабилитации отца. По результатам нового расследования комиссии кардинала Бурбона и герцога де Гиза король Генрих III в сентябре 1575 издал жалованную грамоту, реабилитировавшую казненного. Парижский парламент зарегистрировал ее 1 октября.

## Семья
Жена (7.09.1537): Изабель дю Бьес, дочь Удара дю Бьеса, маршала Франции, и Жанны де Санлис
Дети:
- Жак II де Куси (ум. 1600), сеньор де Вервен, Шемери, Фонтен, Ландузи, дю Бьес, де Балёвр, де Стон, де Ла-Безас, рыцарь ордена короля. Жена: Антуанетта д'Онни де Шон, дочь Луи д'Онни, графа де Шон, и Антуанетты де Расс
- Клодин де Куси. Муж: граф Жан д'Апремон
- Жоссина де Куси. Муж: Франсуа де Граммон
- Катрин де Куси. Муж: Жак дю Фе, сеньор де Марфонтен
- Шарль, ум. малолетним
- Жан, ум. малолетним
- Франсуа, ум. малолетним
- Анна, ум. малолетней
- Мари, ум. малолетней